# Növényzet vertikális zonalitása
A növényzet vertikális zonalitása egy-egy növényzeti övön belül, intrazonális helyzetben alakul ki a domborzat, azaz a hegyvidék speciális éghajlati viszonyainak hatására.

## A hegységek éghajlata
A hegységekben az éghajlat a tengerszint feletti magassággal változik. Felfelé haladva:
- csökken a hőmérséklet (100 m-ként 0,5 °C-kal);
- csökken a légnyomás, tehát a levegő oxigén- és széndioxid-tartalma.
- nő a csapadék mennyisége.

Fenti tényezők hatására a növénytársulások és a hozzájuk tartozó talajok emeletes övekbe rendeződnek. Ennek megfelelően változik a felszínformálás jellege, a felszín formakincse is.

## A vertikális övezetesség általános jellemzői
Az eltérő földrajzi szélességeken a függőleges övek határai különböző magasságokban vannak. A magassági övek helyzetét befolyásolják további tényezők is. Ezek közül a fontosabbak:
- az úgynevezett égtáji kitettség,
- a hegyvonulat csapásiránya,
- a csapadék mennyisége és az
- emberi tevékenység.

Ezek közül legfontosabb az „égtáji kitettség”, ami azt jelenti, hogy az egyes hegységek Egyenlítő felé néző (az északi féltekén: déli) oldalain ezek a határok magasabban vannak, mint a sarkvidékek felé néző (az északi féltekén: északi) oldalaikon.
Minél alacsonyabb földrajzi szélességen fekszik és minél magasabb egy hegység, annál teljesebb a függőleges övek száma. A legtöbb magassági öv tehát a trópusi, magashegységekben alakult ki:
- Dél-Amerikában ilyen az Andok (Északi része);
- Afrikában a Kilimandzsáró és a Ruwenzori.

Azt, hogy az egyes övekben milyen konkrét növénytársulások uralkodnak, alapvetően az adott hegység növényföldrajzi helyzete határozza meg, az egyes növényzeti öveket elválasztó határvonalak között azonban van néhány általános jellegű: olyan, amely a növényföldrajzi helyzettől függetlenül kialakul. Ezek a határvonalak a növényzet vízszintes (földrajzi helyzet szerinti) tagolódásában is könnyen meghatározhatóak:
- az erdőhatár, tehát a zárt erdők felső határa,
- a fahatár: a szórványosan álló fák határa,
- a fagyhatár, ami fölött télen időnként fagy (ennek csak a trópusokon van jelentősége; a mérsékelt és a hideg égövben minden az egész hegység a fagyhatár fölött van) és
- a hóhatár: az örök hó határa.

A nedvesebb éghajlatú hegyvidékeken, ahol az év nagy részében összefüggő rétegfelhőzet alakul ki, fontos növényföldrajzi határvonal a felhőszint, azaz a rétegfelhőzet alja.

## Ismertebb hegyvidékek növényzeti övei

### Európai hegyvidékek
Az egyes övek fölső határa után szereplő hozzávetőleges magasságok közöl a kisebbik szám a sark felé néző, a nagyobbik az Egyenlítő felé néző oldalt jellemzi.
Közép-Európa magashegységeinek függőleges növényzeti övei
- erdős sztyepp (200–400 m-ig)
- tölgyes (400–600 m-ig)
- gyertyános–tölgyes (600–800 m-ig)
- bükkös (1000–1200 m-ig)
- fenyvesek (1200–1400 m-ig)
- törpefenyves (1600–1800 m-ig)
- havasi rét (> 1800 m)

Az Alpok függőleges növényzeti övei és talajai
- mezőgazdaságilag művelt területek (szántó, rét) — mezőségi talaj
- tölgyes — barna erdőtalaj
- bükkös — agyagbemosódásos barna erdőtalaj
- fenyvesek — szürke erdőtalaj
- törpefenyves — hegyi podzol
- havasi rét, legelő — hegyi réti talaj
- sziklahavas — hegyi tundra talaj
- örök hó

### Trópusi hegyvidékek

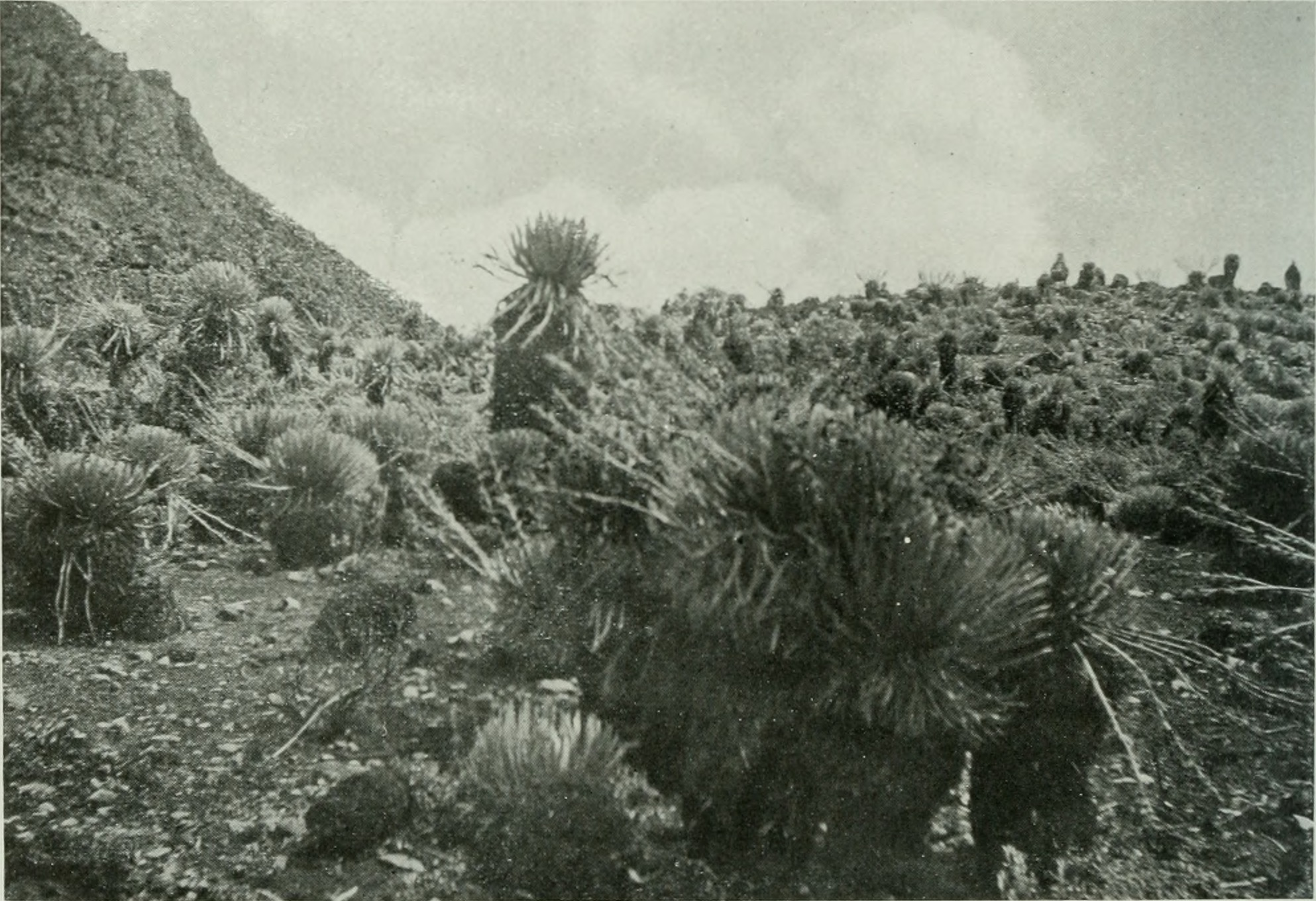
paramo-növényzet

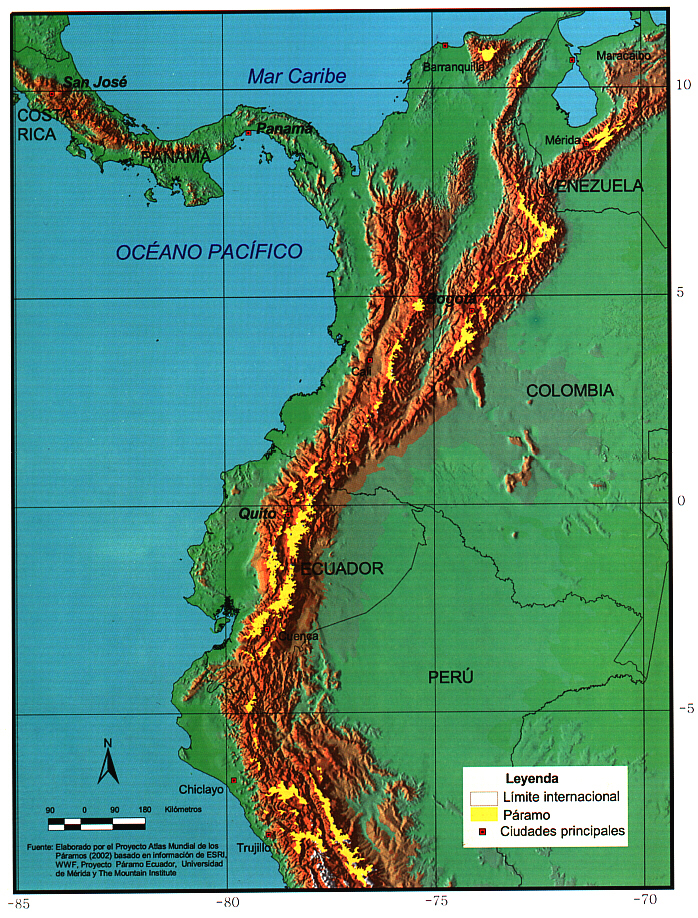
A paramo-növényzet elterjedése Dél-Amerikában

A trópusi magashegységeken általában a következő növényzeti övek különíthetők el:
- trópusi esőerdő (600–900 m-ig — 24–28 °C, 2000–7000 mm éves csapadék)
- örökzöld erdő (1500–1800 m-ig — 16–24 °C, 1000–2000 mm éves csapadék)
- lombhullató és tűlevelű erdő (2800–3000 m-ig — 10–16 °C, < 1000 mm éves csapadék)
- alhavasi gyep (3500–3600 m-ig — < 10 °C, < 1000 mm éves csapadék)
- szúrós fűfélék (4200–4300 m-ig — < 10 °C, < 1000 mm éves csapadék)
- örök hó és fagy > 4300 m — < 0 °C, < 1000 mm éves csapadék)

Ezen belül jelentős különbségek, helyi sajátosságok fejlődtek ki.
Az Andok északi részének (Venezuela, Kolumbia, Ecuador, Peru és Közép-Amerika egyes országai) függőleges növényzeti övei
- tierra caliente — örökzöld trópusi esőerdő (< 1000 m — 22–28 °C, csekély évi hőingás)
- tierra templada — örökzöld erdő (1000–2400 m között, a felhőszint kb. 2000 m-en — 16–22 °C, a hőingás nagyobb, a csapadék a felhőszintig nő, utána csökken). Jellemző fajok: Podocarpus spp., páfrányfák (Cyatheales), babérfélék (Lauraceae), teafélék (Theaceae), páfrányok (Pterophyta), korpafüvek (Lycopodiophyta).
  - hegyi esőerdő — a felhőszintig;
  - trópusi köderdő (felhőerdő, mohaerdő) — a felhőszint fölött; felső határa a fagyhatár (ami a meleg és a „hideg trópus” határvonala)
- tierra fria (hideg öv) — a fagyhatártól 3800–4200 m-ig (az erdőhatáriɡ) — az éves középhőmérséklet (6)–10–16 °C, a csapadék < 1000 mm

— a xerofil tűlevelű erdőtársulást a Podocarpus, tűnyalábos fenyő (Pinus), jegenyefenyő (Abies), hanga (Erica), boróka (Juniperus) fajok uralják; az epifitonok száma csökken, a mohákat és páfrányokat felváltják a zuzmók
- tierra helada (faɡyos terület) — 4200–4800 m-ig (a hóhatárig) — az éves középhőmérséklet: 0–6 °C, a csapadék < 1000 mm

— jelentős fagyváltozékonyság úgynevezett napszakos jellegű (nappal nyári, éjjel téli) éghajlattal
- - a nedvesebb területeken paramo-növényzet (a spanyol eredetiben páramo; havasi törpecserjés)[1] törzsszukkulens üstökösfákkal: Espeletia, Culticium, Puya fajokkal
  - a szárazabb területeken: punanövényzet (Puna-formáció, havasi rét) — üstökösfák nélkül, a szárazságot és a fagyot tűrő gyepekkel (csenkesz, árvalányhaj stb.), őszirózsafélék (Asteraceae) és/vagy orbáncfű (Hypericum) törpecserjéivel, az Andokban gömbkaktuszokkal (pl. Tephrocactus spp.)
- a hóhatár alatt (a szubnivális régióban) helyezkedik el a párnanövényzet öve — ebben virágos növények (pl. Azorella és Plantago spp.) a mohapárnákhoz hasonló alakba tömörülnek. Növekedésük nagyon lassú, mindössze évi néhány mm. Az itteni gömbcserjék növekedését segíti a saját elhalt, elhullt maradványaikból képződő nyershumusz;[2]
- tierra nevada (örök hó és fagy) > 4200–4800 m — < 0 °C, < 1000 mm éves csapadék)

A Ruwenzori–Virunga–Kahuzi csoport növényzeti övei
Az afrikai paramo-növényzet alapvetően különbözik a dél-amerikaitól. A dél-amerikai üstökösfák ugyanis egyszikűek, az afrikaiak pedig kétszikűek; bennük az aggófűfélék (Senecioneae — Dedrosenecio) és a lobélia (Lobelia )-fajok dominálnak.